# A Kisvárda FC 2021–2022-es szezonja
A Kisvárda FC a 2021–2022-es szezonban az NB1-ben indul, miután a 2020–2021-es NB1-es szezonban ötödik helyen zárta a bajnokságot.
A Magyar kupában a nyolcaddöntőben estek ki, az Újpest tudta őket legyőzni 2-1-re.
A bajnokságban történetük legjobb helyezését érték el, mivel a második helyen zártak.

## Változások a csapat keretében
2022. április 28. szerint.
*A félkövérrel jelölt játékosok felnőtt válogatottsággal rendelkeznek.

### Érkezők
| Mezszám | Poz. | Nemzetiség | Név              | Kor | Honnan                | Szerződés megnevezése | Átigazolási időszak | Szerződés vége | Átigazolás összege | Forrás |
| ------- | ---- | ---------- | ---------------- | --- | --------------------- | --------------------- | ------------------- | -------------- | ------------------ | ------ |
| 6       | KP   | magyar     | Ötvös Bence      | 23  | Nyíregyháza Spartacus | átigazolás            | Nyári               | 2024.06.30.    | 110.000 €          | [ 3 ]  |
| 67      | CS   | magyar     | Nagy Mihály      | 29  | Ajka                  | átigazolás            | Nyári               | ?              | 27.000 €           | [ 4 ]  |
| 27      | CS   | bosnyák    | Jasmin Mešanović | 29  | FK Szarajevó          | átigazolás            | Nyári               | 2023.06.30.    | ingyen             | [ 5 ]  |
| 17      | CS   | albán      | Jasir Asani      | 26  | FK Partizani Tirana   | átigazolás            | Nyári               | 2024.06.30.    | ingyen             | [ 6 ]  |
| 71      | V    | román      | Andrei Peteleu   | 29  | UTA Arad              | átigazolás            | Nyári               | ?              | ingyen             | [ 7 ]  |
| -       | KAP  | magyar     | Németh Márk      | 19  | Újpest II             | átigazolás            | Nyári               | ?              | ingyen             | [ 8 ]  |
| 88      | KP   | magyar     | Czérna Erik      | 18  | utánpótlás            | profi szerződés       | Nyári               | ?              | -                  | [ 5 ]  |
| 9       | KP   | lengyel    | Rafal Makowski   | 25  | Śląsk Wrocław         | átigazolás            | Téli                | 2024.12.31.    | 110.000 €          | [ 9 ]  |
| 99      | KAP  | ukrán      | Mykhaylo Gotra   | 21  | Ungvár                | átigazolás            | Téli                | ?              | ingyen             | [ 10 ] |

### Távozók
| Mezszám | Poz. | Nemzetiség | Név             | Kor | Hova            | Szerződés megnevezése      | Átigazolási időszak | Szerződés vége | Átigazolás összege | Forrás |
| ------- | ---- | ---------- | --------------- | --- | --------------- | -------------------------- | ------------------- | -------------- | ------------------ | ------ |
| -       | CS   | magyar     | Kovácsréti Márk | 20  | MTK Budapest    | átigazolás                 | Nyári               | 2024.06.30.    | 155.000 €          | [ 11 ] |
| -       | CS   | magyar     | Horváth Zoltán  | 31  | Diósgyőri VTK   | átigazolás                 | Nyári               | ?              | 42.000 €           | [ 12 ] |
| -       | V    | román      | Cornel Ene      | 28  | Gyirmót FC Győr | átigazolás                 | Nyári               | 2023.06.30.    | ingyen             | [ 13 ] |
| -       | CS   | magyar     | Jelena Richárd  | 23  | Csíkszereda     | átigazolás                 | Nyári               | ?              | ingyen             | [ 14 ] |
| -       | KAP  | román      | Mihai Mincă     | 36  | CSU Alba Iulia  | átigazolás                 | Nyári               | ?              | ingyen             | [ 15 ] |
| -       | KAP  | magyar     | Zöldesi Illés   | 23  | Debreceni VSC   | átigazolás                 | Nyári               | ?              | ingyen             |        |
| -       | CS   | brazil     | Fernando Viana  | 29  | Újpest          | átigazolás                 | Nyári               | 2023.06.30.    | ?                  | [ 16 ] |
| -       | CS   | brazil     | Sassá           | 33  | klub nélküli    | lejárt a szerződése        | Nyári               | -              | -                  | [ 17 ] |
| -       | KP   | magyar     | Lucas           | 32  | Diósgyőri VTK   | kölcsönbe, vételi opcióval | Téli                | 2022.06.30.    | -                  | [ 18 ] |
| -       | KAP  | magyar     | Németh Márk     | 19  | klub nélküli    | szerződést bontottak       | Téli                | -              | -                  | [ 19 ] |

## Jelenlegi keret
2022. április 28-nak megfelelően.
A vastaggal jelzett játékosok felnőtt válogatottsággal rendelkeznek.
A dőlttel jelzett játékosok kölcsönben szerepelnek a klubnál.
*A második csapatban is pályára lépnek.
| Mezszám                | Név               | Nemzetiség      | Születési hely       | Születési idő (kor)            | Korábbi csapat           | Érték (€) | Szerződés lejárta |
| Kapusok                | Kapusok           | Kapusok         | Kapusok              | Kapusok                        | Kapusok                  | Kapusok   | Kapusok           |
| ---------------------- | ----------------- | --------------- | -------------------- | ------------------------------ | ------------------------ | --------- | ----------------- |
| 12                     | Artem Odintsov*   | ukrán           | Khartsyz'k           | 2000. november 9. (24 éves)    | Utánpótlásból került fel | 125 000   | Nem publikus      |
| 32                     | Dombó Dávid       | magyar          | Pápa                 | 1993. február 26. (32 éves)    | Mezőkövesd Zsóry FC      | 350 000   | 2022.06.30.       |
| 99                     | Mykhaylo Gotra    | ukrán           | Lviv                 | 2000. április 20. (24 éves)    | FK Hoverla Uzshorod      | 75 000    | Nem publikus      |
| Védők                  |                   |                 |                      |                                |                          |           |                   |
| 2                      | Hej Viktor        | ukrán · magyar  | Alsókerepec          | 1996. február 2. (29 éves)     | Hoverla Uzhhorod         | 375 000   | 2024.06.30.       |
| 4                      | Anton Kravcsenko  | ukrán           | Dnyipro              | 1991. március 23. (33 éves)    | Olimpik Donetsk          | 250 000   | 2023.06.30.       |
| 5                      | Lazar Ćirković    | szerb           | Niš                  | 1992. augusztus 22. (32 éves)  | MK Makkabi Netánjá       | 500 000   | 2022.06.30.       |
| 18                     | Bohdan Melnik     | ukrán · magyar  | Volodimir-Volinszkij | 1997. január 4. (28 éves)      | FK Vorszkla Poltava      | 400 000   | 2024.06.30.       |
| 19                     | Herdi Prenga      | albán · horvát  | Zára                 | 1994. december 31. (30 éves)   | Riga FC                  | 450 000   | Nem publikus      |
| 25                     | Matheus Leoni     | brazil · olasz  | Porto Velho          | 1991. szeptember 20. (33 éves) | FK Arda Kardzhali        | 450 000   | 2022.06.30.       |
| 33                     | Rubus Tamás*      | magyar          | Békéscsaba           | 1989. július 13. (35 éves)     | Nyíregyháza Spartacus FC | 200 000   | 2023.06.30.       |
| 71                     | Andrei Peteleu    | román           | Beszterce            | 1992. augusztus 20. (32 éves)  | FC UTA Arad              | 300 000   | Nem publikus      |
| Középpályások          |                   |                 |                      |                                |                          |           |                   |
| 6                      | Ötvös Bence       | magyar          | Nyíregyháza          | 1998. március 13. (27 éves)    | Nyíregyháza Spartacus FC | 300 000   | 2024.06.30.       |
| 8                      | Janisz Karabeljov | bolgár          | Szófia               | 1996. január 23. (29 éves)     | PFC Slavia Sofia         | 400 000   | 2023.06.30.       |
| 9                      | Rafal Makowski    | POL             | Varsó                | 1996. augusztus 5. (28 éves)   | WKS Śląsk Wrocław        | 500 000   | 2024.06.30.       |
| 10                     | Claudiu Bumba     | román           | Nagybánya            | 1994. január 5. (31 éves)      | Adanaspor                | 750 000   | 2022.06.30.       |
| 13                     | Lazar Zličić      | szerb · magyar  | Újvidék              | 1997. február 7. (28 éves)     | FK Voždovac              | 300 000   | 2022.06.30.       |
| 45                     | Slobodan Simović  | szerb · magyar  | Čačak                | 1989. május 22. (35 éves)      | FK BATE Bariszav         | 200 000   | 2022.12.31.       |
| 70                     | Szőr Levente*     | magyar          | Kisvárda             | 2001. január 14. (24 éves)     | Utánpótlásból került fel | 75 000    | 2022.06.30.       |
| 88                     | Czérna Erik*      | magyar          | Kisvárda             | 2003. május 7. (21 éves)       | Utánpótlásból került fel | 100 000   | Nem publikus      |
| Támadók                |                   |                 |                      |                                |                          |           |                   |
| 7                      | Driton Camaj      | MNE · albán     | Podgorica            | 1997. március 7. (28 éves)     | FK Iskra Danilovgrad     | 300 000   | 2023.06.30.       |
| 17                     | Jasir Asani       | albán · macedón | Szkopje              | 1995. május 19. (29 éves)      | FK Partizani Tirana      | 450 000   | 2024.06.30.       |
| 20                     | Jaroslav Navrátil | cseh            | Hustopeče            | 1991. december 30. (33 éves)   | Go Ahead Eagles          | 400 000   | 2022.06.30.       |
| 21                     | Gosztonyi András* | magyar          | Kaposvár             | 1990. november 7. (34 éves)    | WKS Śląsk Wrocław        | 150 000   | 2022.06.30.       |
| 27                     | Jasmin Mešanović  | bosnyák         | Tuzla                | 1992. január 6. (33 éves)      | FK Sarajevo              | 600 000   | 2023.06.30.       |
| 67                     | Nagy Mihály*      | magyar          | Siklós               | 1992. június 20. (32 éves)     | FC Ajka                  | 200 000   | Nem publikus      |
|                        | Himics László*    | ukrán · magyar  | Pisztraháza          | 2001. május 17. (23 éves)      | Utánpótlásból került fel | 50 000    | 2023.12.31.       |
| Kölcsönadott játékosok |                   |                 |                      |                                |                          |           |                   |
| Név                    | Poszt             | Nemzetiség      | Születési hely       | Születési idő (kor)            | Kölcsönben itt           | Érték (€) | Kölcsön lejárta   |
| Lucas                  | középpályás       | brazil · magyar | Cornélio Procópio    | 1989. május 6. (35 éves)       | Diósgyőri VTK            | 250 000   | 2022.06.30.       |